# Astatomorpha
Astatomorpha là một chi bướm đêm thuộc họ Geometridae.